# Bahamy na Letních olympijských hrách 2008
Bahamy na Letních olympijských hrách 2008, které se konaly v Pekingu v Čínské lidové republice ve dnech 8. až 24. srpna 2008, reprezentovalo celkem 25 sportovců, kteří soutěžili ve čtyřech sportech (atletika, box, plavání a tenis). Byla to v pořadí čtrnáctá účast od debutu na Letních olympijských hrách v roce 1952 v Helsinkách. Bahamskou vlajkonoškou byla sprinterka Debbie Fergusonová-McKenzieová.
Bahamští atleti postoupili do semifinále v osmi disciplínách a do finále v pěti disciplínách, přičemž ve dvou z nich získali medaili (stříbro ve štafetě mužů na 4x400 metrů a bronz v mužském trojskoku).

## Medailové pozice
| Medaile | Jméno                                                                                                 | Sport    | Disciplína             |
| ------- | --- | -------- | ---------------------- |
| Stříbro | Andretti Bain Michael Mathieu Andrae Williams Chris Brown Avard Moncur (rozběh) Ramon Miller (rozběh) | Atletika | Muži štafeta 4 × 400 m |
| Bronz   | Leevan Sands                                                                                          | Atletika | Muži trojskok          |

## Atletika
Christine Amertil, Derrick Atkins, Andretti Bain, Chris Brown, Timicka Clarke, Jackie Edwards, Lavern Eve, Debbie Fergusonová-McKenzieová, Sheniqua Ferguson, Michael Mathieu, Ramon Miller, Avard Moncur, Leevan Sands, Shamar Sands, Chandra Sturrup, Donald Thomas, Andrae Williams

## Box
Tureano Johnson

## Plavání
Elvis Vereance Burrows, Arianna Vanderpool-Wallace, Jeremy Knowles, Alana Dillette

## Tenis
Mark Knowles, Devon Mullings